# 라네브
라네브는 이집트 제2왕조의 2번째 파라오이다. 호루스 이름은 “네브레”로, “레는 주인이다.”라는 뜻이다.
마네토의 연대기에 따르면 라네브는 39년을 통치하였다. 라네브는 또한 여러 가지 신앙을 들여온 것으로 알려져 있다. 거룩한 염소 멘데스, 헬리오폴리스의 황소 므네비스, 멤피스의 황소 신 아피스 등을 들여왔다고 하는데, 고고학적 증거로 아피스 신앙은 덴의 치세에 들어온 것 같다.
선왕과 마찬가지로 남겨진 기록이 거의 없다.

## 참고 문헌
- 피터 클레이턴(Peter Clayton) 저, 정영목 역, 《파라오의 역사》, 까치, 2004

| 전임 헤텝세켐위 | 제2대 이집트 제2왕조의 파라오 39년 | 후임 니네체르 |